# Grand Champions Cup maschile 2017
La Grand Champions Cup 2017 si è svolta dal 12 al 17 settembre 2017 a Nagoya e Osaka, in Giappone: al torneo hanno partecipato sei squadre nazionali e la vittoria finale è andata per la quinta volta, la quarta consecutiva, al Brasile.

## Impianti
|                                                                                     |                                                                                      |  |
|                                                                                     |                                                                                      |  |
| Nagoya Civic General Gymnasium Città: Nagoya Capienza: 10 000 Anno d'apertura: 1987 | Osaka Municipal Central Gymnasium Città: Osaka Capienza: 5 932 Anno d'apertura: 1996 |  |

## Regolamento

### Formula
Le squadre hanno disputato un'unica fase con formula del girone all'italiana.

### Criteri di classifica
Se il risultato finale è stato di 3-0 o 3-1 sono stati assegnati 3 punti alla squadra vincente e 0 a quella sconfitta, se il risultato finale è stato di 3-2 sono stati assegnati 2 punti alla squadra vincente e 1 a quella sconfitta.
L'ordine del posizionamento in classifica è stato definito in base a:
- Numero di partite vinte;
- Punti;
- Ratio dei set vinti/persi;
- Ratio dei punti realizzati/subiti;
- Risultati degli scontri diretti.

## Squadre partecipanti
| Squadra     | Qualificazione         | Ultima partecipazione |
| ----------- | ---------------------- | --------------------- |
| Brasile     | 1ª nel ranking CSV     | Giappone 2013         |
| Francia     | 1ª nel ranking CEV     | Debutto               |
| Giappone    | Paese organizzatore    | Giappone 2013         |
| Iran        | 1ª nel ranking AVC     | Giappone 2013         |
| Italia      | Wild card              | Giappone 2013         |
| Stati Uniti | 1ª nel ranking NORCECA | Giappone 2013         |

## Torneo

### Risultati
| 12 settembre 2017 Nagoya Civic General Gymnasium, Nagoya Durata: 1h:29 - Spettatori: 2 000   | Francia     | 0 - 3 | Brasile     | 25-27, 25-27, 22-25               |
| 12 settembre 2017 Nagoya Civic General Gymnasium, Nagoya Durata: 2h:18 - Spettatori: 4 600   | Italia      | 2 - 3 | Iran        | 19-25, 25-23, 26-28, 31-29, 11-15 |
| 12 settembre 2017 Nagoya Civic General Gymnasium, Nagoya Durata: 1h:26 - Spettatori: 8 000   | Giappone    | 0 - 3 | Stati Uniti | 21-25, 18-25, 13-25               |
| 13 settembre 2017 Nagoya Civic General Gymnasium, Nagoya Durata: 2h:08 - Spettatori: 2 600   | Brasile     | 2 - 3 | Italia      | 25-15, 25-27, 25-27, 25-18, 12-15 |
| 13 settembre 2017 Nagoya Civic General Gymnasium, Nagoya Durata: 2h:08 - Spettatori: 5 200   | Stati Uniti | 2 - 3 | Iran        | 25-20, 25-17, 25-27, 21-25, 12-15 |
| 13 settembre 2017 Nagoya Civic General Gymnasium, Nagoya Durata: 1h:19 - Spettatori: 8 000   | Giappone    | 0 - 3 | Francia     | 15-25, 23-25, 23-25               |
| 15 settembre 2017 Osaka Municipal Central Gymnasium, Osaka Durata: 1h:23 - Spettatori: 2 300 | Iran        | 0 - 3 | Brasile     | 22-25, 19-25, 15-25               |
| 15 settembre 2017 Osaka Municipal Central Gymnasium, Osaka Durata: 1h:11 - Spettatori: 5 300 | Francia     | 0 - 3 | Stati Uniti | 20-25, 17-25, 16-25               |
| 15 settembre 2017 Osaka Municipal Central Gymnasium, Osaka Durata: 2h:11 - Spettatori: 8 000 | Italia      | 3 - 1 | Giappone    | 25-23, 22-25, 25-20, 25-22        |
| 16 settembre 2017 Osaka Municipal Central Gymnasium, Osaka Durata: 2h:24 - Spettatori: 2 400 | Stati Uniti | 2 - 3 | Brasile     | 26-28, 25-15, 20-25, 25-22, 13-15 |
| 16 settembre 2017 Osaka Municipal Central Gymnasium, Osaka Durata: 1h:48 - Spettatori: 5 800 | Francia     | 1 - 3 | Italia      | 25-21, 20-25, 22-25, 21-25        |
| 16 settembre 2017 Osaka Municipal Central Gymnasium, Osaka Durata: 1h:47 - Spettatori: 8 200 | Giappone    | 1 - 3 | Iran        | 25-21, 19-25, 20-25, 14-25        |
| 17 settembre 2017 Osaka Municipal Central Gymnasium, Osaka Durata: 2h:09 - Spettatori: 3 400 | Italia      | 3 - 1 | Stati Uniti | 25-22, 25-22, 23-25, 29-27        |
| 17 settembre 2017 Osaka Municipal Central Gymnasium, Osaka Durata: 2h:13 - Spettatori: 5 800 | Iran        | 3 - 2 | Francia     | 38-36, 25-23, 22-25, 25-27, 15-11 |
| 17 settembre 2017 Osaka Municipal Central Gymnasium, Osaka Durata: 1h:24 - Spettatori: 8 200 | Brasile     | 3 - 0 | Giappone    | 25-17, 25-15, 25-22               |

### Classifica
| Pos | Squadra     | Pt | G | V | P | SV | SP | Ratio | PF  | PS  | Ratio |
| --- | ----------- | -- | - | - | - | -- | -- | ----- | --- | --- | ----- |
| 1   | Brasile     | 12 | 5 | 4 | 1 | 14 | 5  | 2.800 | 446 | 393 | 1.134 |
| 2   | Italia      | 12 | 5 | 4 | 1 | 14 | 8  | 1.750 | 509 | 506 | 1.005 |
| 3   | Iran        | 9  | 5 | 4 | 1 | 12 | 10 | 1.200 | 501 | 495 | 1.012 |
| 4   | Stati Uniti | 8  | 5 | 2 | 3 | 11 | 9  | 1.222 | 463 | 416 | 1.112 |
| 5   | Francia     | 4  | 5 | 1 | 4 | 6  | 12 | 0.500 | 410 | 436 | 0.940 |
| 6   | Giappone    | 0  | 5 | 0 | 5 | 2  | 15 | 0.133 | 335 | 418 | 0.801 |

## Podio

### Campione
Formazione: 1 Bruno de Rezende, 2 Isac Santos, 6 Tiago Brendle, 8 Wallace de Souza, 9 Raphael de Oliveira, 10 Otávio Pinto, 11 Rodrigo Leão, 13 Maurício de Souza, 14 Douglas de Souza, 16 Lucas Saatkamp, 17 Thales Hoss, 18 Ricardo Lucarelli, 19 Maurício Silva, 20 Renan Buiatti, CT: Renan Dal Zotto

### Secondo posto
Formazione: 2 Luigi Randazzo, 4 Luca Vettori, 5 Luca Spirito, 6 Simone Giannelli, 7 Fabio Balaso, 9 Daniele Mazzone, 10 Filippo Lanza, 11 Simone Buti, 13 Massimo Colaci, 14 Matteo Piano, 16 Oleg Antonov, 17 Iacopo Botto, 18 Giulio Sabbi, 19 Fabio Ricci, CT: Gianlorenzo Blengini

### Terzo posto
Formazione: 1 Farhad Salafzoon, 2 Milad Ebadipour, 3 Saman Faezi, 4 Saeid Marouf, 5 Farhad Ghaemi, 6 Mohammad Mousavi, 8 Mostafa Heydari, 10 Amir Ghafour, 11 Farhad Nazari, 12 Mojtaba Mirzajanpour, 14 Mohammad Manavinezhad, 17 Reza Ghara, 19 Mahdi Marandi, 20 Masoud Gholami, CT: Igor Kolaković

## Classifica finale
| Pos | Squadra     |
| --- | ----------- |
|     | Brasile     |
|     | Italia      |
|     | Iran        |
| 4   | Stati Uniti |
| 5   | Francia     |
| 6   | Giappone    |

## Premi individuali
| Premio                | Nome              | Squadra     |
| --------------------- | ----------------- | ----------- |
| MVP                   | Ricardo Lucarelli | Brasile     |
| Miglior palleggiatore | Simone Giannelli  | Italia      |
| Miglior opposto       | Matthew Anderson  | Stati Uniti |
| Miglior schiacciatore | Ricardo Lucarelli | Brasile     |
| Miglior schiacciatore | Milad Ebadipour   | Iran        |
| Miglior centrale      | Matteo Piano      | Italia      |
| Miglior centrale      | Lucas Saatkamp    | Brasile     |
| Miglior libero        | Satoshi Ide       | Giappone    |